# 취성
취성(脆性, 영어: brittleness)은 탄성 한계 이내의 충격 하중을 받을 때 물체가 소성 변형을 거의 보이지 아니하고 급작스럽게 파괴되는 현상을 말한다. 비슷한 말로는 메짐성이 있다.

## 같이 보기
- 콘크리트